# Karl-Heinz Frieser
Karl-Heinz Frieser (nacido en 1949 en Pressath, Baviera) es un historiador militar y coronel jubilado del Ejército alemán .

## Vida
Frieser se unió al Ejército alemán en 1970 y comenzó a estudiar ciencias políticas, así como Historia en 1978. En 1981 obtuvo su doctorado con su tesis Die deutschen Kriegsgefangenen en der Sowjetunion und das Nationalkomitee "Freies Deutschland" (prisioneros de guerra alemanes en la Unión Soviética y el Comité Nacional por una Alemania Libre). Después de eso, fue uno de los principales investigadores en las Oficina de Investigación de la Historia Militar de las Fuerzas Armadas Alemanas (Militärgeschichtliches Forschungsamt o MGFA). Publicó un relato de la guerra de Alemania contra Francia, denunciando el mito Blitzkrieg, que fue traducido a varios idiomas (La Leyenda de la Blitzkrieg: La Campaña de 1940 en el Oeste). también fue uno de los principales investigaciones para el proyecto de historia semioficial alemán: Alemania y la Segunda Guerra Mundial.
En 2009 se retiró de la MGFA.

## Obras
- Die deutschen Kriegsgefangenen en der Sowjetunion und das Nationalkomitee "Freies Deutschland", Würzburg, 1981
- La Blitzkrieg de la Leyenda: La Campaña de 1940 en el Oeste, Naval Institute Press; 1ª edición, 2005, ISBN 15911429461591142946
- Ardenas – Sedán. Militärhistorischer Führer durch eine europäische Schicksalslandschaft, Frankfurt a.M./Bonn, 2000, ISBN 393238508X393238508X
- Frieser, Karl-Heinz; Schmider, Klaus; Schönherr, Klaus; Schreiber, Gerhard; Ungváry, Kristián; Wegner, Bernd (2007). Die Ostfront 1943/44 – Der Krieg im Osten und an den Nebenfronten [The Eastern Front 1943–1944: The War in the East and on the Neighbouring Fronts] (en alemán) VIII. München: Deutsche Verlags-Anstalt. ISBN 978-3-421-06235-2.